# Leptoperla commoni
Leptoperla commoni är en bäcksländeart som beskrevs av Günther Theischinger 1981. Leptoperla commoni ingår i släktet Leptoperla och familjen Gripopterygidae. Inga underarter finns listade i Catalogue of Life.